# Chris Vermeulen
Chris Vermeulen (Brisbane, 19 de Junho de 1982) é um motociclista australiano que disputa o mundial de MotoGP. Em 2006 saiu da World Superbikes para disputar a MotoGP, pela Rizla Suzuki MotoGP Team. Foi apelidado de 'Vermin' por causa de seu sobrenome.